# Diamantina Shire
Diamantina Shire är en kommun i Australien. Den ligger i delstaten Queensland, omkring 1 300 kilometer väster om delstatshuvudstaden Brisbane. Antalet invånare var 291 vid folkräkningen 2016.
Följande samhällen finns i Diamantina:
- Birdsville

Omgivningarna runt Diamantina är i huvudsak ett öppet busklandskap. Trakten runt Diamantina är nära nog obefolkad, med mindre än två invånare per kvadratkilometer. Genomsnittlig årsnederbörd är 196 millimeter. Den regnigaste månaden är februari, med i genomsnitt 58 mm nederbörd, och den torraste är augusti, med 2 mm nederbörd.